# Sambo ai Giochi europei
Il sambo è stata inserito nel programma dei Giochi europei sin dall'edizione inaugurale che si è svolta nel 2015.

## Edizioni
| Giochi | Anno | Sede  | Gare |
| ------ | ---- | ----- | ---- |
| I      | 2015 | Baku  | 8    |
| II     | 2019 | Minsk | 18   |

## Medagliere complessivo
Aggiornato alla seconda edizione
| Pos.   | Paese       | Oro | Argento | Bronzo | Totale |
| ------ | ----------- | --- | ------- | ------ | ------ |
| 1      | Russia      | 12  | 3       | 11     | 26     |
| 2      | Bielorussia | 5   | 6       | 11     | 22     |
| 3      | Georgia     | 4   | 3       | 7      | 14     |
| 4      | Ucraina     | 1   | 4       | 3      | 8      |
| 5      | Bulgaria    | 1   | 1       | 2      | 4      |
| 6      | Armenia     | 1   | 1       | 1      | 3      |
| 7      | Serbia      | 1   | 0       | 2      | 3      |
| 8      | Croazia     | 1   | 0       | 0      | 1      |
| 9      | Azerbaigian | 0   | 5       | 2      | 7      |
| 10     | Moldavia    | 0   | 1       | 2      | 3      |
| 11     | Georgia     | 0   | 1       | 0      | 1      |
| 11     | Lettonia    | 0   | 1       | 0      | 1      |
| 13     | Romania     | 0   | 0       | 4      | 4      |
| 14     | Francia     | 0   | 0       | 3      | 3      |
| 15     | Lituania    | 0   | 0       | 2      | 2      |
| 15     | Spagna      | 0   | 0       | 2      | 2      |
| Totale | Totale      | 26  | 26      | 52     | 104    |